# Zlatko Zahovič
Zlatko Zahovič (1. veljače 1971.) je bivši slovenski nogometaš i aktualni športski direktor NK Maribora.
Njegov sin Luka je također nogometaš.

## Trofeji
FK Partizan:
- Prva liga SR Jugoslavije: 1992./93.

FC Porto:
- SuperLiga: 1996./97., 1997./98., 1998./99.
- Portugalski kup: 1997./98.
- SuperCup Cândido de Oliveira: 1997./98., 1998/99.

Olympiakos:
- Grčka Super liga: 1999./00.

SL Benfica:
- SuperLiga: 2004./05.
- Portugalski kup: 2003./04.

Valencia CF:
- UEFA Liga prvaka (finalist): 2000./01.

## Vanjske poveznice
- Nacionalna reprezentacija  Arhivirana inačica izvorne stranice od 12. ožujka 2021. (Wayback Machine)
- Arhivirana inačica izvorne stranice od 30. svibnja 2009. (Wayback Machine) (BIO)
- Razgovor sa Zlatkom Zahovičem, serijal (Ne)uspjeh prvaka s Mariom Stanićem, 27. 11. 2023. (YouTube)